# Protis brownii
Protis brownii är en ringmaskart som först beskrevs av Pixell 1913.  Protis brownii ingår i släktet Protis och familjen Serpulidae. Inga underarter finns listade i Catalogue of Life.